# Dravograd
Dravograd er en by i det nordlige Slovenien med et indbyggertal på ca. 3.088 (2020) indbyggere.
Byen ligger ved floden Drava tæt på grænsen til Østrig.